# Uragano Andrew
L'uragano Andrew è stato uno degli uragani più distruttivi nella storia degli Stati Uniti d'America. Fu il primo della stagione degli uragani del 1992, raggiungendo la categoria 5 sulla scala Saffir-Simpson. Tra il 16 e il 28 agosto 1992 colpì il nordovest delle Bahamas e gli stati della Florida, della Louisiana e del Mississippi. Provocò la morte di 65 persone e danni per 26,5 miliardi di dollari, la maggior parte dei quali si ebbero nella Florida meridionale.
È uno dei quattro uragani di categoria 5 ad essere approdato lungo le coste degli Stati Uniti nel corso del XX secolo, dopo l'uragano della festa del lavoro del 1935 e l'uragano Camille nel 1969, e prima dell'uragano Michael nel 2018. È stato l'uragano atlantico più costoso della storia degli Stati Uniti per i danni causati, fino al passaggio dell'uragano Katrina nel 2005.

## Storia meteorologica

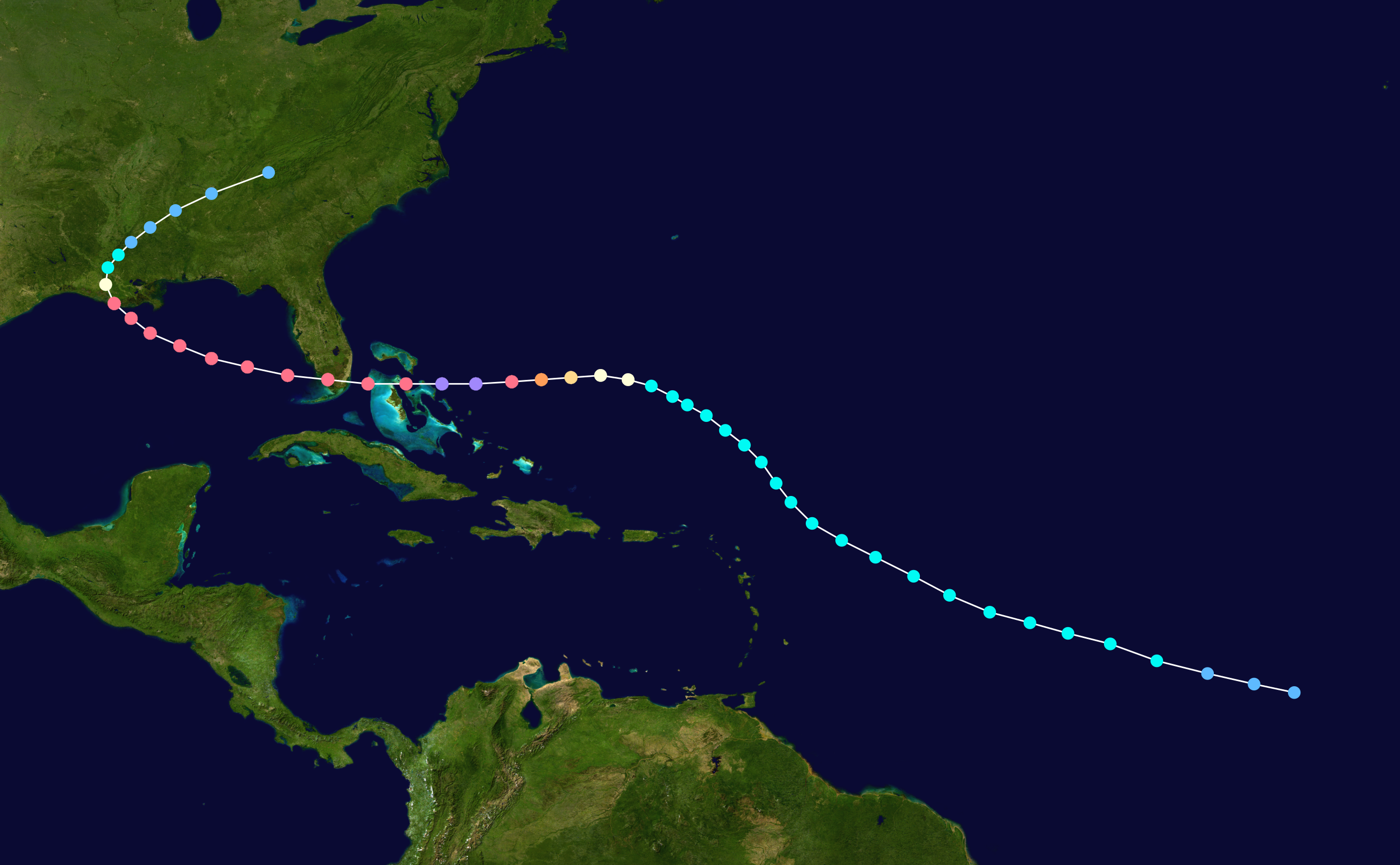
Percorso dell'uragano.

Il 14 agosto 1992 un fronte perturbato tropicale si formò al largo della costa occidentale dell'Africa, muovendosi rapidamente verso ovest. Una zona di convezione si sviluppò lungo un asse passante a sud delle isole di Capo Verde e il 15 agosto i meteorologi iniziarono a prevederne lo sviluppo, utilizzando la tecnica Dvorak. L'attività temporalesca divenne più concentrata e strette bande di precipitazioni a spirale iniziarono a svilupparsi attorno a un centro di circolazione. Il 16 agosto il fronte perturbato evolse in una depressione tropicale; sebbene lo sviluppo del fronte fosse inizialmente lento, a causa di un wind shear sfavorevole, un indebolimento di quest'ultimo determinò un'intensificazione che portò all'evoluzione in tempesta tropicale il giorno successivo.
Il 18 agosto la tempesta mantenne la convezione vicino al centro con bande a spirale a ovest, mentre i venti aumentavano fino a 85 km/h. Poi, la tempesta iniziò ad indebolirsi a causa dell'aumento del wind shear da sud-ovest. Il 19 agosto una missione di cacciatori di uragani nella tempesta non riuscì a localizzare un centro ben definito, mentre il giorno successivo un altro volo constatò che la tempesta si era indebolita e che rimaneva solo un centro di circolazione diffuso a bassa quota; le osservazioni indicarono una pressione barometrica a 1015 mbar al centro della circolazione. Nello stesso momento, un forte sistema di alta pressione si sviluppò sugli Stati Uniti sudorientali, spostando la tempesta Andrew verso ovest. La convezione divenne più organizzata man mano che l'outflow si stabilizzò; si venne così a formare un occhio e Andrew raggiunse lo status di uragano il 22 agosto, a circa 1050 km a est-sud-est di Nassau, capitale delle Bahamas.

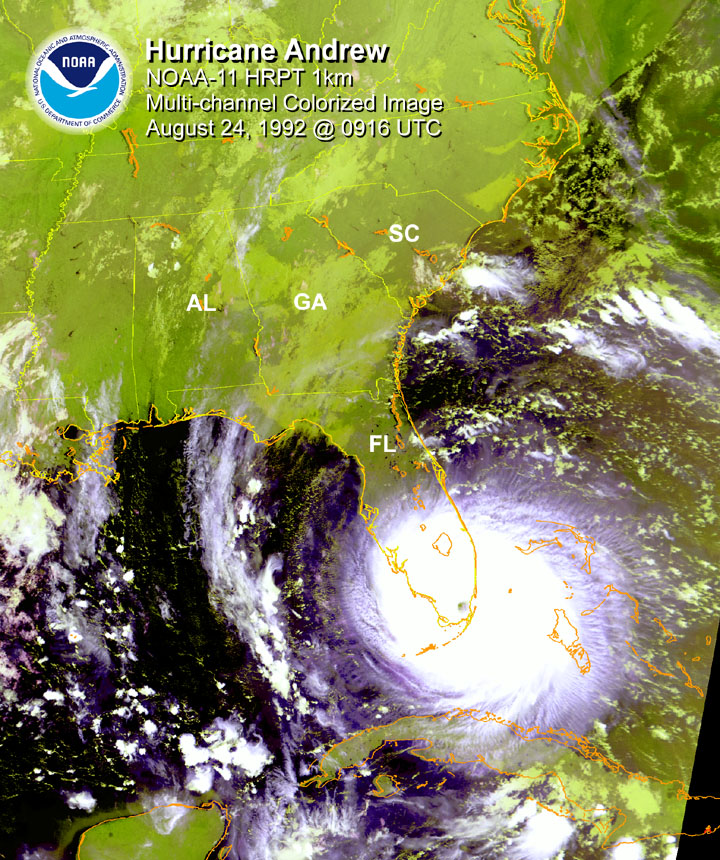
Immagine satellitare dell'uragano mentre attraversa la Florida.

L'uragano si intensificò rapidamente nel corso del 22 agosto, muovendosi rapidamente in direzione ovest; nell'arco di 24 ore la pressione atmosferica scese di 47 mbar fino a un minimo di 922 mbar. Il 23 agosto alle 18 UTC l'uragano raggiunse la categoria 5 sulla scala Saffir-Simpson, con venti sostenuti per un minuto di circa 250 km/h nei pressi dell'isola di Eleuthera, nell'arcipelago delle Bahamas. Nonostante la sua intensità, l'uragano era di piccole dimensioni, con venti di 56 km/h che si estendevano solo per circa 140 km dal centro. Dopo aver raggiunto tale intensità, l'uragano andò incontro a un ciclo di sostituzione dell'occhio. Tre ore dopo aver raggiunto la massima intensità, l'uragano approdò su Eleuthera con venti di 260 km/h. Nell'attraversare i banchi delle Bahamas si indebolì, per poi continuare in direzione ovest e colpire le Berry Islands, nella parte meridionale dell'arcipelago, come un uragano di categoria 4, con venti di 240 km/h. Dopo aver superato le Bahamas, l'uragano si intensificò rapidamente, mentre l'occhio diminuiva di dimensioni e la convezione lungo le pareti dell'occhio aumentò. Alle 8:40 UTC del 24 agosto Andrew approdò su Elliott Key come un uragano di categoria 5, con venti di 266 km/h e una pressione di 926 mbar. Circa 25 minuti dopo il suo primo approdo in Florida, arrivò un altro approdo appena a nord-est di Homestead, con una pressione di 922 mbar. Con questi valori, si trattò dell'uragano più intenso a colpire gli Stati Uniti dall'uragano Camille del 1969, nonché il più forte a investire la Florida dall'uragano della festa del lavoro del 1935.

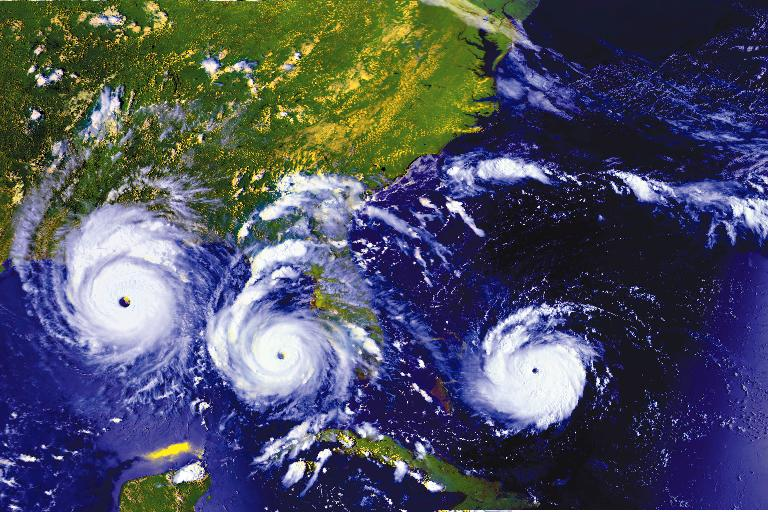
Combinazione di tre immagini satellitari dell'uragano, da destra a sinistra, relative ai giorni 23, 24 e 25 agosto 1992.

In Florida l'occhio si rinforzò; infatti, un volo di ricognizione dei cacciatori di uragani riportò un aumento della temperatura della parete dell'occhio. L'uragano impiegò quattro ore ad attraversare la Florida meridionale, per poi raggiungere il golfo del Messico con venti di 210 km/h. Nel golfo l'occhio rimase ben definito e l'uragano virò in direzione ovest-nordovest, grazie ad un indebolimento delle condizioni atmosferiche a nord. Andrew riprese ad intensificarsi sul golfo, raggiungendo venti di 233 km/h alla fine del 25 agosto. Con l'indebolimento del sistema di alta pressione a nord, una saccatura si avvicinò all'area da nord-ovest, causando una decelerazione dell'uragano verso nord-ovest e una riduzione dei venti, mentre raggiungeva la costa del golfo statunitense.

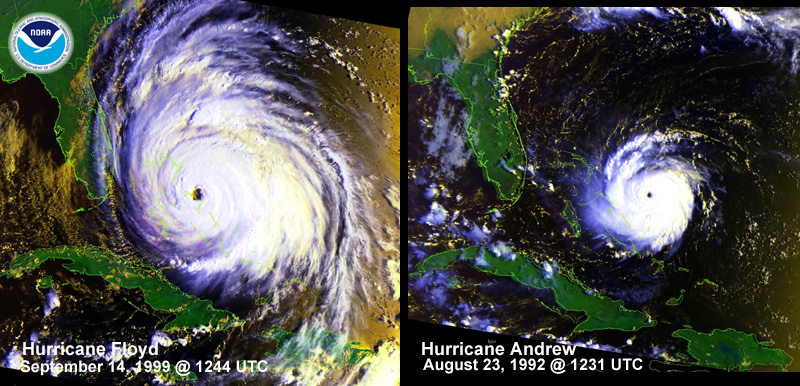
Comparazione con immagini satellitari tra l'uragano Floyd e l'uragano Andrew, in simili posizioni e con un'intensità quasi identica

Alle 8:30 UTC del 26 agosto l'uragano approdò a circa 32 km a ovest-sud-ovest di Morgan City, in Louisiana, con venti di 185 km/h. Nel giro di 10 ore l'uragano, che stava virando in direzione nord-est, si indebolì talmente tanto da venire declassato a tempesta tropicale. Il 27 agosto, dopo essere entrata nello stato del Mississippi, la tempesta venne ulteriormente declassata allo stato di depressione tropicale. Accelerando verso nord-est, si combinò con una perturbazione e a mezzogiorno del 28 agosto, mentre si trovava sugli Appalachi meridionali, perse la sua identità tropicale.

## Preparazione
Il 22 agosto 1992 iniziarono ad essere emessi messaggi di allerta nell'arcipelago delle Bahamas, dove erano attese onde di tempesta tra i 3 e i 5 metri d'altezza. Vennero adibiti a rifugi 58 tra chiese, scuole ed edifici governativi; il neoeletto primo ministro Hubert Ingraham, in un messaggio radiofonico, invitò la popolazione a mettersi al riparo e a seguire i messaggi d'allerta.

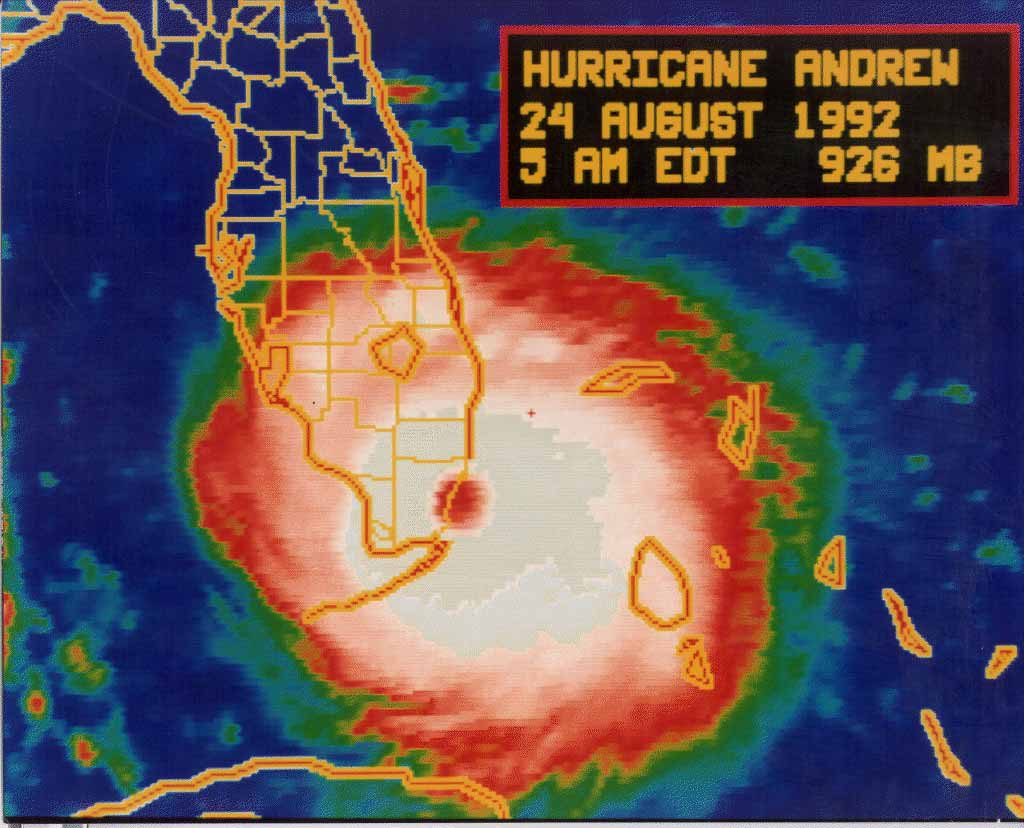
L'uragano Andrew poco dopo l'approdo in Florida.

Analoghe allerte erano state emesse per la Florida, dove erano attese piogge intense con accumuli fino a 200 mm e anche isolati tornado nella parte centro-meridionale dello stato. Il governatore Lawton Chiles dichiarò lo stato di emergenza e mobilitò un terzo della Florida National Guard; vennero aperto un totale di 142 rifugi, che ospitarono complessivamente almeno 84 340 persone che erano state evacuate dalle loro abitazioni. Nella sola contea di Dade venne ordinata l'evacuazione a 515 670 persone. Nel complesso, vennero evacuate quasi 1,2 milioni di persone, il ché contribuì al basso numero di vittime, nonostante l'intensità della tempesta. Le navi della guardia costiera lungo la costa della Florida furono messe in sicurezza a terra o partirono per superare la tempesta in mare aperto. Molti uffici governativi, scuole e università vennero chiuse, così come i principali aeroporti dello stato.
Non appena l'uragano entrò nel golfo del Messico, il National Hurricane Center emise varie allerte di uragano per la costa del Golfo degli Stati Uniti a partire dal pomeriggio del 24 agosto. Vennero evacuate le piattaforme petrolifere nel golfo e la guardia costiere mise al riparo le proprie imbarcazioni. Le aree costiere degli stati del Mississippi, della Louisiana e del Texas vennero evacuate in varie operazioni; circa 1,25 milioni di persone vennero evacuate in Louisiana ed altre 250 000 nelle contee texane di Orange e Jefferson. Anche in questi stati vennero allestiti dei rifugi per accogliere la popolazione evacuata e chiusi aeroporti, scuole ed uffici governativi. Il governatore della Louisiana Edwin Edwards dichiarò lo stato di emergenza. Vennero pure chiuse 111 paratie lungo vari corsi d'acqua nell'area di New Orleans, poiché delle simulazioni numeriche avevano mostrato il rischio che gli argini potessero essere superati durante il passaggio dell'uragano.

## Impatto
Nonostante abbia raggiunto elevate intensità in un periodo ristretto della sua vita, l'uragano Andrew causò danni per circa 27 milioni di dollari, dei quali 250000 $ nelle Bahamas, e 65 morti, dei quali 26 in maniera diretta. Fino all'uragano Katrina, abbattutosi sugli Stati Uniti nel 2005, è stato l'uragano atlantico più costoso in termini di danni.

### Bahamas
Alle Bahamas, venti da uragano colpirono i distretti di North Eleuthera, New Providence, North Andros, Bimini e Berry Islands. La tempesta colpì per prima North Eleuthera, dove produsse onde di tempesta fino a 5,5 m. Molti edifici ed abitazioni vennero distrutte o gravemente danneggiate e si contarono 4 persone morte. Ad Harbour Island vennero riportate raffiche di vento di 220 km/h. Numerosi tornado vennero segnalati nell'arcipelago. Nella capitale Nassau i venti sostenuti raggiunsero i 148 km/h, mentre le raffiche arrivarono fino a 185 km/h. Secondo la Croce Rossa delle Bahamas, a Nassau si ebbero solo danni minori, mentre gran parte dei danni vennero riportati nelle Bahamas nordoccidentali, con perdite monetarie stimate che raggiunsero i 250 milioni di dollari. Un totale di 800 case e cinque scuole andarono distrutte, lasciando 1 700 persone senza casa; inoltre, gravi danni colpirono i settori dei trasporti, delle comunicazioni, dell'acqua, dei servizi igienico-sanitari, dell'agricoltura e della pesca.

### Florida

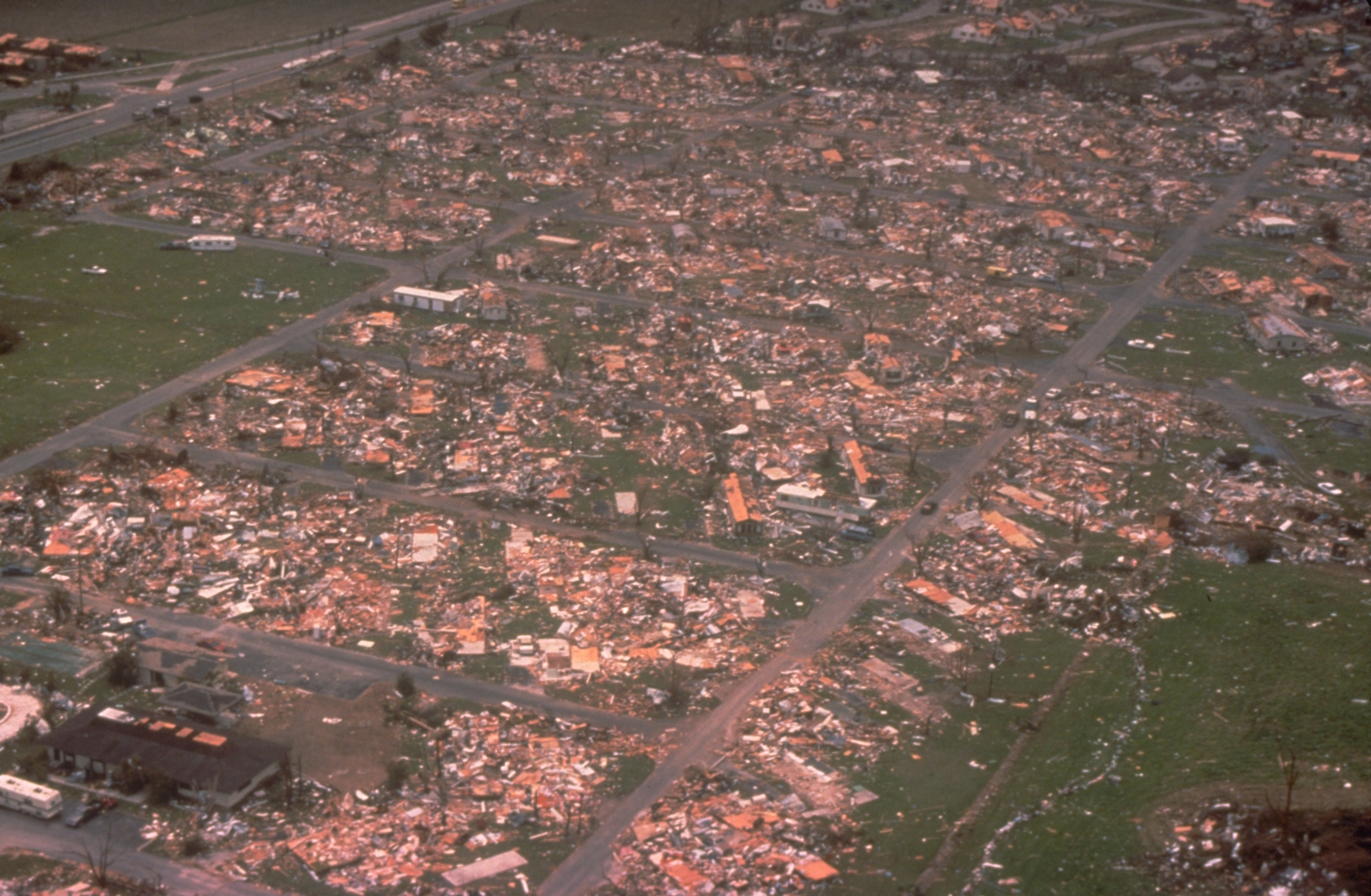
Danni e distruzioni in una comunità di case mobili nella contea di Dade.

I danni causati dall'uragano in Florida ammontarono a circa 25 miliardi di dollari, ossia quasi la totalità dei danni causati, e localizzati prevalentemente nella contea di Dade. Dei 44 decessi attribuiti alla tempesta, 29 furono causati indirettamente. Inoltre, l'uragano era rimasto molto compatto, il ché contribuì a un bilancio delle vittime e dei danni contenuto rispetto a quello che si sarebbe potuto avere se fosse stato più grande e fosse approdato in prossimità di aree densamente popolate, quali Miami e Fort Lauderdale. Un successivo studio pubblicato sul bollettino dell'American Meteorological Society mostrò che, a differenza della maggior parte degli uragani, i danni causati dal vento si sono concentrati a nord del centro geometrico dell'uragano Andrew e si verificarono principalmente sul bordo orientale.

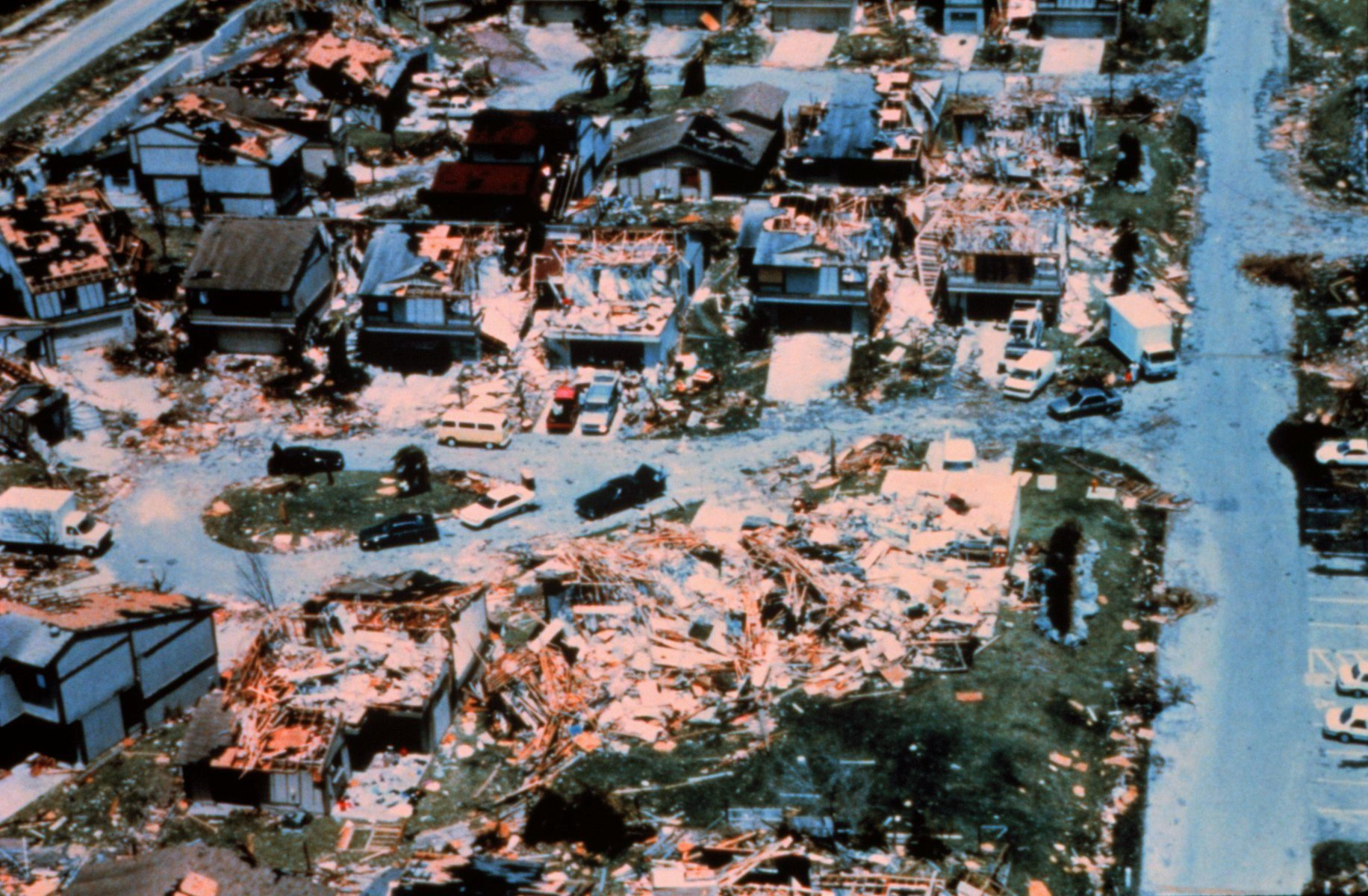
Danni causati dall'uragano a Lakes by the Bay.

Le onde di tempesta provocate dall'uragano furono molto limitate in estensione, data la compattezza dell'uragano; ciononostante, causarono perdite fino a circa 500 milioni di dollari a barche ed edifici. È stato stimato che in tutta la Florida la tempesta abbia danneggiato 101 241 case e ne abbia distrutte altre 63 000, la maggior parte delle quali nella contea di Dade, dove circa 175 000 persone rimasero senza casa. Inoltre, vennero danneggiate o distrutte circa 82 000 aziende, 32 900 acri (13 300 ha) di terreni agricoli, 31 scuole pubbliche, 59 strutture sanitarie/ospedali, 9 500 segnali stradali, 5300 km di linee elettriche e 3 000 condutture idriche. Le maree si attestarono tra 1,2 e 1,8 m sopra la norma nell'area della baia di Biscayne, sebbene nell'area di East Perrine, nella contea di Dade, le maree raggiungessero un'altezza di 5,2 m sopra la norma. Sulla costa occidentale, invece, le onde di tempesta furono più distribuite, ma generalmente leggere, con un'altezza massima di circa 1,8 m nei comuni di Everglades e Goodland. I forti venti della tempesta si concentrarono in un'area relativamente piccola, che si estendeva da Key Largo all'area di Miami Beach. La costa orientale della Florida venne investita da venti che raggiunsero picchi di velocità di circa 268 km/h e venti sostenuti per un minuto fino a 200 km/h, in base ai dati documentati e accertati, mentre sulla costa occidentale i venti raggiunsero picchi di 160 km/h. Le precipitazioni furono generalmente leggere, probabilmente a causa del movimento relativamente veloce della tempesta. Nel complesso, le precipitazioni hanno raggiunto il picco di quasi 360 mm nella parte occidentale della contea di Dade; le forti piogge in altre aree furono sporadiche, con precipitazioni segnalate fino alla Florida centrale.

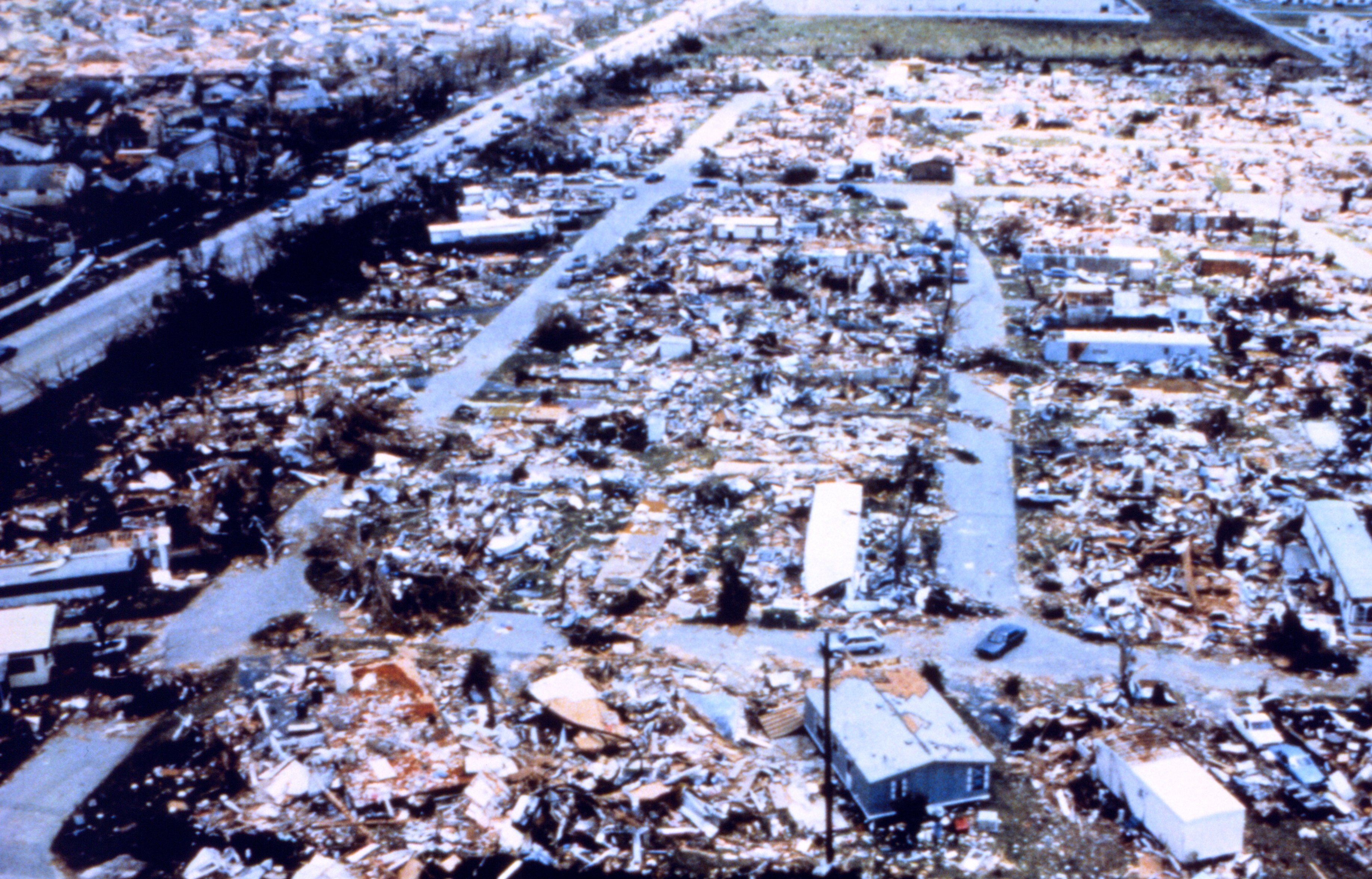
Danni nella Dadeland Mobile Home Park.

I danni causati dall'uragano Andrew si concentrarono principalmente nell'area da Kendall a Key Largo. L'uragano distrusse circa il 90% delle case mobili nella contea di Dade, compreso il 99% delle case mobili a Homestead. Nella base dell'aeronautica a Homestead, la maggior parte dei 2 000 edifici furono gravemente danneggiati o resi inutilizzabili. Nelle vicinanze, nella cittadina di Florida City oltre 120 case furono distrutte ed altre 700 danneggiate, mentre numerosi altri edifici furono danneggiati irreparabilmente, compreso il municipio. Più di 50 strade vennero bloccate dalla caduta di alberi e delle linee elettriche. I danni all'agricoltura furono altresì notevoli, con una perdita dell'85% per i raccolti di frutta come avocado, lime e mango; i danni ai raccolti nella contea di Dade ammontarono a circa 509 milioni di dollari.
Altrove, gli effetti furono relativamente minimi, tranne che nelle contee di Broward, Monroe e Collier, dove la maggior parte dei danni derivò da allagamenti e caduta di alberi. Nei parchi nazionali delle Everglades e di Biscayne più del 25% degli alberi vennero danneggiati o distrutti, compreso un quarto delle palme reali e un terzo dei pini. Oltre ai danni al parco nazionale delle Everglades, gli effetti nella contea di Monroe furono significativi e complessivamente ammontarono a circa 131 milioni di dollari. Nella contea di Collier, a nord del percorso della tempesta, dove i danni ammontarono a circa 30 milioni di dollari, molte imbarcazioni furono danneggiate o distrutte dal mare agitato e dai forti venti.

### Louisiana

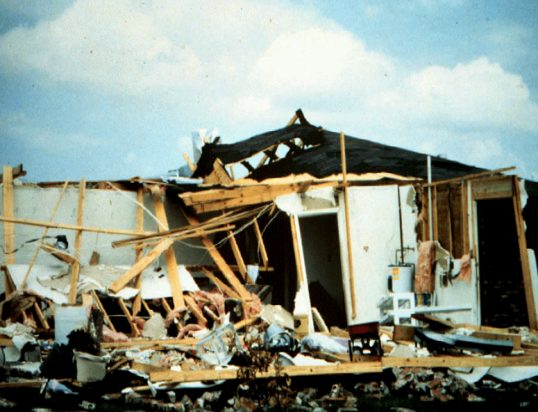
Danni causati da un tornado generato dall'uragano presso Laplace.

Dopo aver colpito la Florida, l'uragano attraversò il golfo del Messico e approdò a circa 37 km a ovest-sud-ovest di Morgan City, nella Louisiana centro-meridionale, con venti massimi sostenuti di 185 km/h. La velocità del vento sostenuta più alta osservata è stata di 154 km/h, mentre venne registrata una raffica di vento fino a 193 km/h. Muovendosi lunga la costa, l'uragano produsse maree fino a 2,4 m sopra la norma, causando inondazioni lungo la costa da Vermilion Bay a Borgne Lake; forti piogge accompagnarono il passaggio della tempesta attraverso lo stato, con un picco di 280 mm a Robert, nella parrocchia di Tangipahoa. Vennero segnalate anche inondazioni del fiume Tangipahoa presso Robert, che raggiunge un picco di 1,2 m sopra lo stadio di piena. Prima di approdare, l'uragano generò un tornado di grado F3 a Laplace, che uccise due persone e ne ferì 32; il tornado rimase al suolo per circa 10 minuti, durante i quali danneggiò o distrusse 163 strutture, lasciando 60 famiglie senza casa. Il tornado, che percorse circa 9 km e aveva una larghezza tra i 140 e i 180 metri circa, fu la principale causa dei danni che colpirono la Louisiana. Lungo la costa i danni somigliavano in gran parte a quelli successivi al passaggio di un uragano di categoria 2. I maggiori danni si ebbero nella parrocchia di St. Mary, a circa 51 km a est del punto in cui l'uragano approdò. Vennero registrati venti di circa 140 km/h nella parrocchia di Iberia, dove molte case mobili andarono distrutte.
In tutto lo stato, l'uragano causò danni per circa 1 miliardo di dollari e provocò la morte di 17 persone, 9 delle quali per cause indirette. Inoltre, circa 230 000 persone rimasero senza accesso alla rete elettrica e 250 000 persone restarono senza casa.

### Altre parti degli Stati Uniti

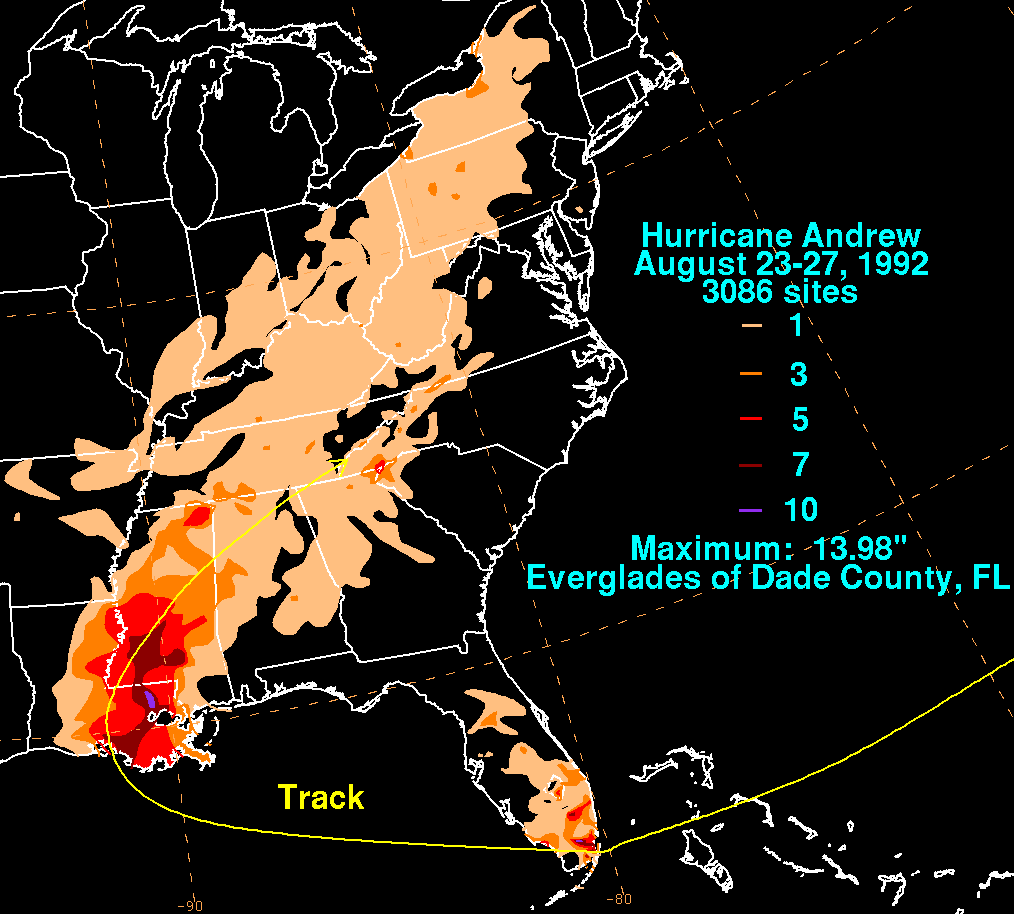
Precipitazioni piovose negli Stati Uniti legate all'uragano Andrew.

Mentre l'uragano entrava nel golfo del Messico, le compagnie petrolifere evacuarono centinaia di dipendenti dalle piattaforme di trivellazione offshore. La tempesta danneggiò 241 impianti di petrolio e gas e fece crollare 33 piattaforme al largo della costa della Louisiana, causando significative interruzioni della produzione. L'industria petrolifera perse circa 12 milioni di dollari al giorno nei giorni successivi al passaggio dell'uragano e 4 milioni di dollari al giorno tre settimane dopo. I danni complessivi all'industria petrolifera si attestarono su circa 500 milioni di dollari.
Mentre l'uragano attraversava la Louisiana, i suoi margini esterni produssero una marea di circa 0,40 m nei pressi di Port Arthur, in Texas, dove i venti raggiunsero i 48 km/h. Mentre attraversava il Mississippi, vennero emessi 3 avvisi di forti temporali, 21 avvisi di tornado e 16 avvisi di inondazioni; i danni conseguenti al passaggio della tempesta furono limitati e legati all'impatto dei tornado al suolo. In gran parte del Mississippi il cumulativo di pioggia si attestò tra 76 a 127 mm, mentre nelle aree vicino all'angolo sud-ovest dello stato vennero misurati oltre 180 mm di pioggia. In Alabama la quantità di precipitazioni raggiunse un picco di 120 mm ad Aliceville. Lungo la costa la tempesta provocò inondazioni ed alte maree, mentre a Dauphin Island le alte maree provocarono una grave erosione della spiaggia, con perdite fino a 9,1 m di sabbia. I venti sostenuti nello stato furono inferiori ai livelli di una tempesta tropicale, e i danni registrati furono minimi.
In Georgia la tempesta tropicale causò danni per circa 100000 $, principalmente come conseguenza dei tornado associati alla tempesta. Le precipitazioni piovose raggiunsero un picco di circa 130 mm nella zona di incrocio dei confini degli stati di Georgia, Carolina del Sud e Carolina del Nord. Le precipitazioni continuarono lungo il percorso di quel rimaneva dell'uragano Andrew attraverso gli stati del Medio Atlantico e la valle dell'Ohio, con precipitazioni significative fino al nord dello stato di New York.

## Conseguenze
Visto il numero di vittime e la distruzione causata, l'organizzazione meteorologica mondiale (OMM) ritirò il nome Andrew dalla lista dei nomi assegnati agli uragani atlantici. Infatti, per la stagione degli uragani 1998 il nome venne sostituito da Alex.

### Bahamas
Subito dopo il passaggio dell'uragano sull'isola di Eleuthera giunse la HMS Cardiff, un cacciatorpediniere lanciamissili della classe Type 42 della Royal Navy, che impiegò il suo elicottero per distribuire acqua alla popolazione. Si costituì una piccola coalizione di forze bahamensi, statunitensi, britanniche e giamaicane che prestarono soccorso alla popolazione ad Eleuthera. Inoltre, donazioni giunsero anche dal Canada, dal Giappone, dagli Stati Uniti e da agenzie delle Nazioni Unite. La Croce Rossa Americana consegnò 100 tende, 100 rotoli di teli di plastica e 1 000 brandine. La ricostruzione iniziò rapidamente nelle isole più colpite. Tuttavia, si prevedeva che gli alberi e la vegetazione avrebbero impiegato anni per riprendersi. Il governo delle Bahamas, constatando che i propri meccanismi di risposta non erano sufficienti, riformò l'Agenzia nazionale per la gestione delle emergenze (NEMA).

### Stati Uniti d'America
Dopo aver valutato la devastazione che l'uragano aveva lasciato in Florida e Louisiana, il presidente degli Stati Uniti George H. W. Bush propose un pacchetto di aiuti da 7,1 miliardi di dollari per fornire aiuti, prestiti alle piccole imprese, sussidi per l'agricoltura, programmi di sostegno all'acquisto di generi alimentari, e alloggi pubblici per le vittime dell'uragano. Dopo che la Camera dei Rappresentanti aggiunse anche gli aiuti alle vittime dell'uragano Iniki, che colpì le Hawaii, e del tifone Omar, che colpì Guam, il pacchetto di aiuti salì a 11,1 miliardi di dollari. Il disegno di legge, che all'epoca rappresentava il pacchetto di aiuti in caso di calamità più costoso, fu approvato dal Congresso come Risoluzione 5620 della Camera il 18 settembre 1992, e convertito in legge dal presidente Bush il 23 settembre successivo. L'ente federale per la gestione delle emergenze (FEMA) venne molto criticato per la sua lentezza nella risposta sia in Florida che in Louisiana.

#### Florida
Il presidente Bush, accompagnato dal governatore Lawton Chiles, visitò la Florida e le aree a sud di Miami che avevano subito i maggiori danni. Anziché aumentare le tasse, Chiles firmò un disegno di legge il 17 dicembre 1992, che creava un fondo di riserva triennale per sopperire ai danni alle case non assicurate e alle imprese colpite, nonché per mantenere attivi le scuole e le istituzioni governative. Inoltre, il disegno di legge consentì agli abitanti della Florida meridionale di trattenere circa 500 milioni di dollari di imposte sulle vendite generate dagli sforzi di ricostruzione.

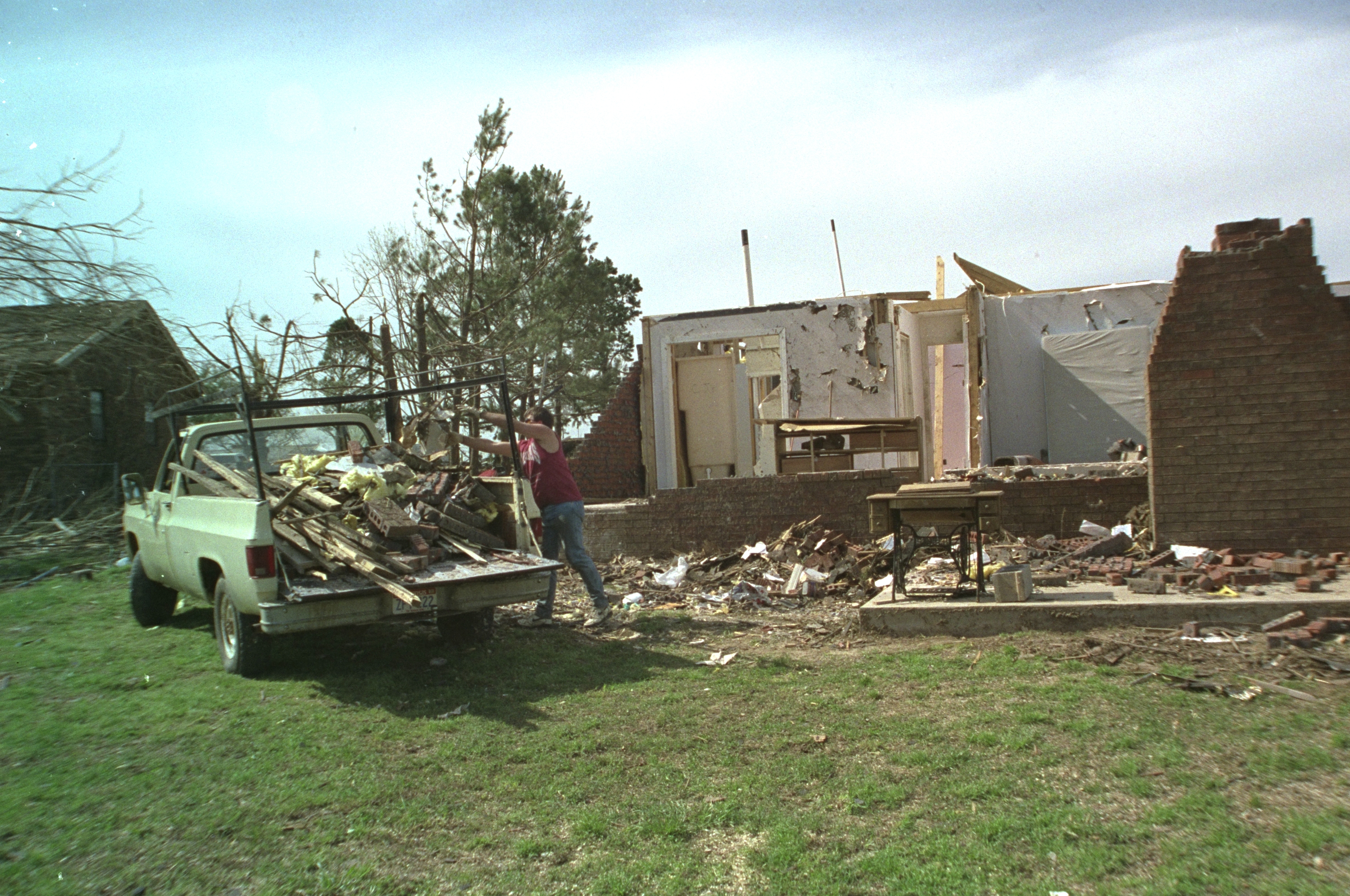
Riparazioni dopo il passaggio dell'uragano nella contea di Dade.

La criminalità, in particolare saccheggi e furti, aumentò notevolmente nelle aree a sud di Miami, soprattutto negli esercizi commerciali danneggiati o distrutti dall'uragano. Reparti della polizia, della Guardia Nazionale e altri reparti delle forze armate vennero impiegati per la gestione della sicurezza, per la distribuzione di cibo e per il supporto alla popolazione. Ad Homestead e Florida City vennero allestite cinque tendopoli per ospitare centinaia di persone rimaste senza casa. Una sesta tendopoli venne allestita nella riserva indiana di Miccosukee. Il governo del Canada inviò una squadra di 90 ingegneri militari per riparare centri comunitari, ospedali e scuole, e 300 militari vennero inviati a Miami per assistere le squadre di soccorso locali. La base dell'aeronautica di Homestead venne gravemente danneggiata; alcuni edifici vennero ristrutturati, mentre altri demoliti. Il 5 marzo 1994 la base venne riaperta.

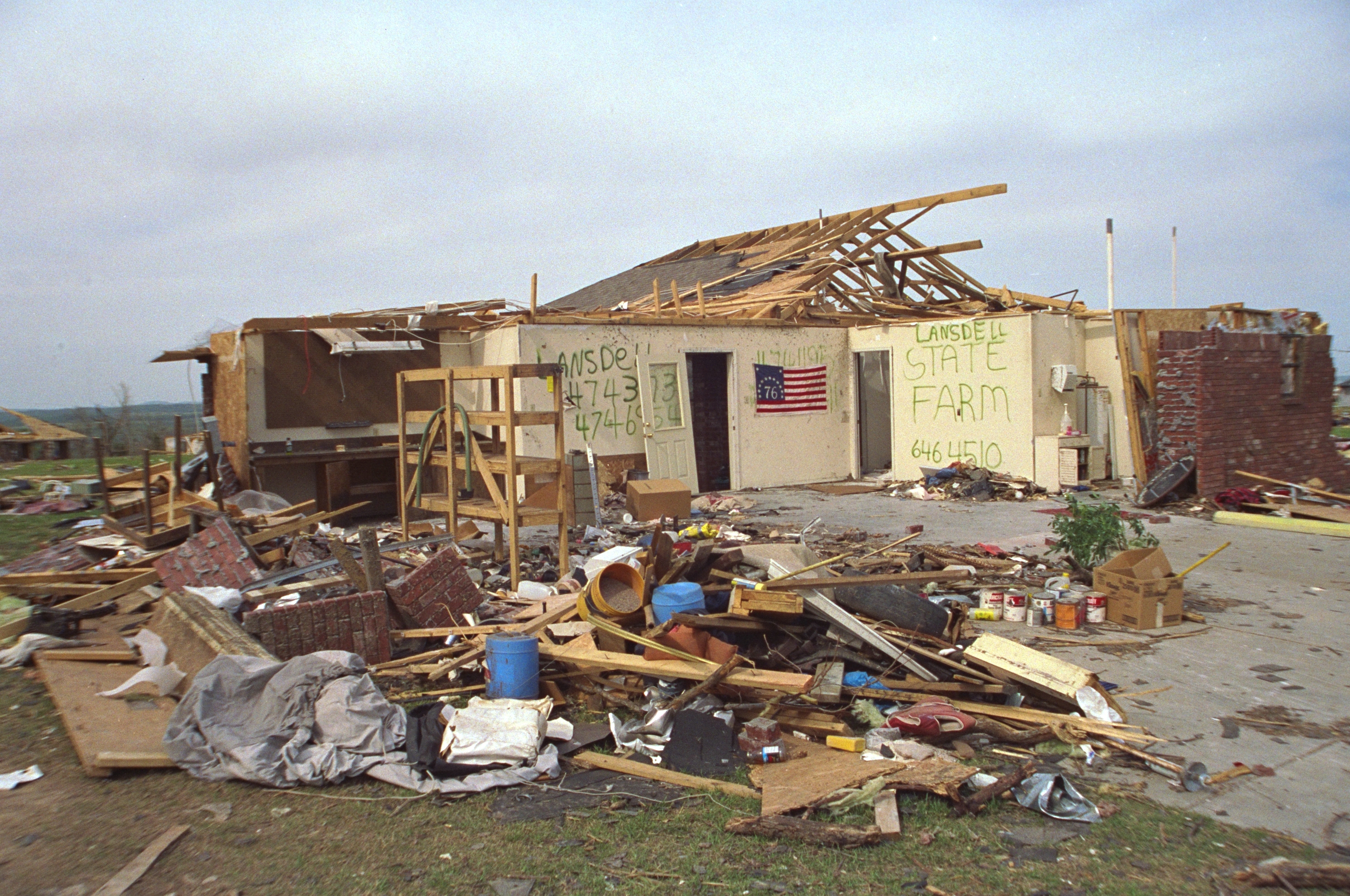
Una casa distrutta dall'uragano in Florida.

L'uragano colpì la Florida nel pieno della campagna per le elezioni presidenziali 1992. Nonostante il sostegno alla risposta del presidente Bush all'emergenza, la maggior parte degli elettori della Florida dichiararono che il loro voto non sarebbe stato influenzato dalla gestione dell'emergenza; infatti, Bush vinse le elezioni in Florida con una margine molto ridotto su Bill Clinton. Al contrario, la gestione dell'emergenza dopo il passaggio dell'uragano ebbe un impatto politico sul governatore Chiles, il cui indice di approvazione calò nettamente; due anni dopo riuscì, comunque, a vincere le elezioni governative.

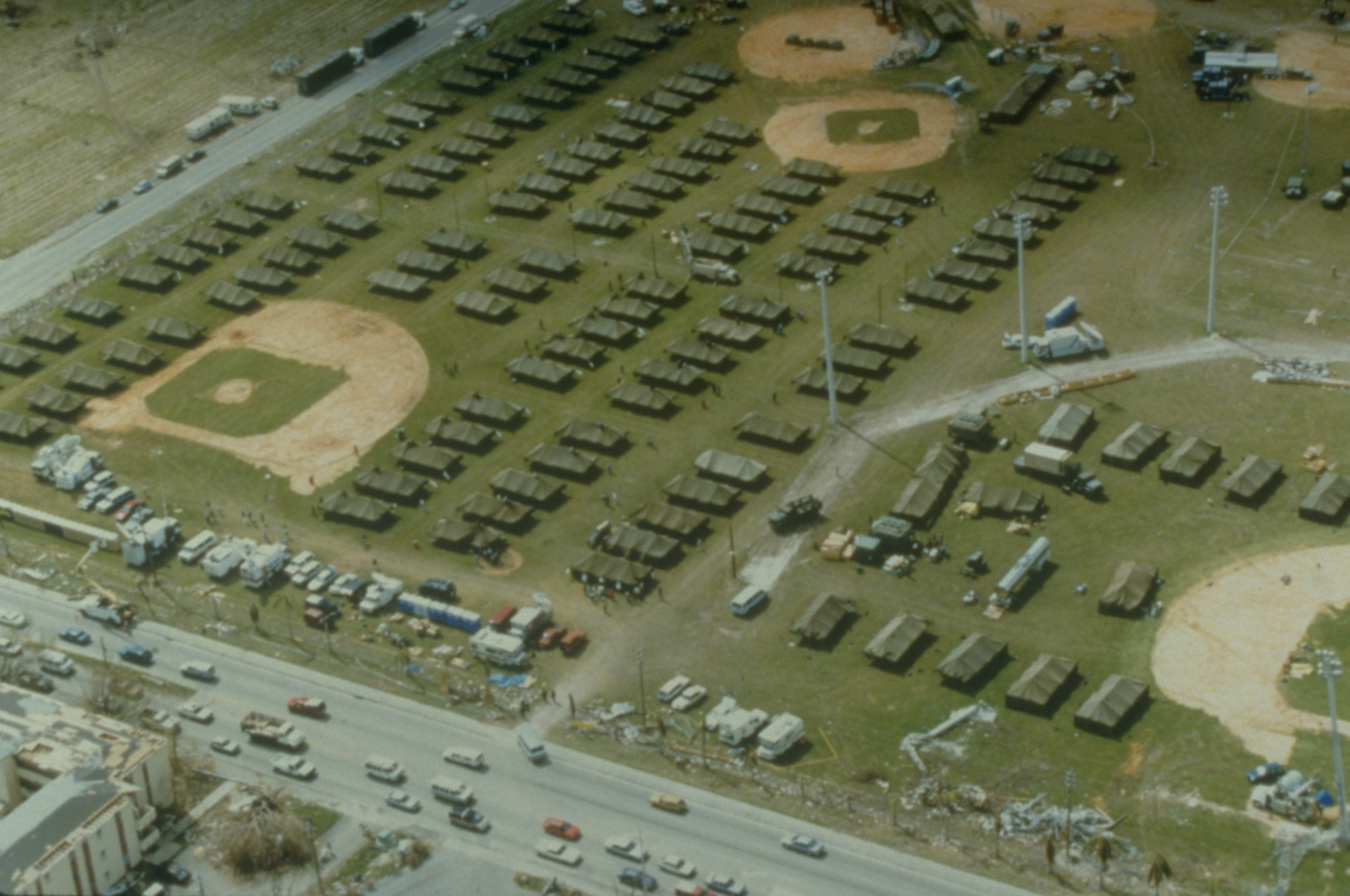
Una tendopoli allestita nella contea di Dade.

Un gruppo di psichiatri e psicologi dell'Università di Miami ha stimato che almeno il 90% dei residenti nelle aree più colpite avrebbe sperimentato almeno alcuni sintomi di disturbo da stress post-traumatico (PTSD). Inoltre, nei mesi successivi, le circostanze legate agli effetti dell'uragano portarono ad almeno cinque suicidi e quattro omicidi. Più di 930 000 assicurati nel sud della Florida persero la copertura dopo che 11 compagnie di assicurazione fallirono, a causa di oltre 600 000 richieste di risarcimento assicurative presentate; ciò portò alla creazione di nuove entità nel tentativo di ripristinare un'adeguata capacità assicurativa.
Nel luglio 1996 il governatore Chiles istituì la Florida Building Codes Study Commission con lo scopo di valutare i codici edilizi dell'epoca, nonché di attuare miglioramenti e riforme al sistema. Grazie al lavoro della commissione, nel 1998 venne approvato il Florida Building Code, che entrò in vigore nel 2002. Uno studio del 2012 dimostrò che gli edifici costruiti dopo l'approvazione del nuovo codice edilizio avevano mostrato una maggiore resistenza e meno danni dopo i passaggi di forti uragani negli anni successivi.

#### Louisiana
Il 26 agosto il presidente Bush visitò le aree devastate della Louisiana assieme al governatore Edwin Edwards dopo aver visitato la Florida; il presidente constatò che i danni in Louisiana erano stati meno gravi che in Florida. Dopo la sua visita, Bush dichiarò zona disastrata solo la parrocchia di Terrebonne, ma in seguito altre 34 parrocchie vennero incluse sotto questa dichiarazione. La FEMA aprì cinque uffici sul campo in tutta la Louisiana, che consentirono ai residenti di presentare domande di aiuto. Nei primi giorni successivi all'uragano i membri della Guardia Nazionale della Louisiana e i residenti locali lavorarono per rimuovere detriti; inoltre la Guardia Nazionaleinviò unità di depurazione dell'acqua e serbatoi pieni di acqua potabile. Circa 1 300 effettivi della Guardia Nazionale vennero impiegati.
All'inizio di settembre le autorità annunciarono che 1 400 case mobili, case e appartamenti sarebbero stati messi a disposizione dei residenti le cui abitazioni fossero diventate inabitabili. All'inizio di dicembre, l'Agenzia per le piccole imprese (SBA) approvò prestiti a basso interesse per un valore di 33,2 milioni di dollari per riparazioni di case e aziende. La FEMA aveva ricevuto circa 43 600 richieste di aiuto, approvando 35,9 milioni di dollari in sovvenzioni a oltre 18 000 famiglie non idonee a ricevere prestiti dalla SBA o non assicurate. Oltre alle case mobili già fornite, la FEMA spese 22,6 milioni di dollari per nuovi alloggi.